# Turkklöver
Turkklöver (Trifolium constantinopolitanum) är en ärtväxtart som beskrevs av Nicolas Charles Seringe. Enligt Catalogue of Life ingår Turkklöver i släktet klövrar och familjen ärtväxter, men enligt Dyntaxa är tillhörigheten istället släktet klövrar och familjen ärtväxter. Arten förekommer tillfälligt i Sverige, men reproducerar sig inte. Inga underarter finns listade i Catalogue of Life.